# Caloplaca bonae-spei
Caloplaca bonae-spei är en lavart som beskrevs av Almb. & Poelt. Caloplaca bonae-spei ingår i släktet orangelavar och familjen Teloschistaceae.   Inga underarter finns listade i Catalogue of Life.